# Kōhei Isa
Kōhei Isa (jap. 伊佐 耕平, Isa Kōhei; * 23. November 1991 in Hyōgo) ist ein japanischer Fußballspieler. 

## Karriere
Kōhei Isa erlernte das Fußballspielen in der Universitätsmannschaft der Osaka University of Health and Sport Sciences in Kumatori. Seinen ersten Vertrag unterschrieb er 2014 bei Ōita Trinita. Der Verein aus Ōita spielte in der zweithöchsten Liga, der J2 League. Ende 2015 musste er mit dem Club den Weg in die Drittklassigkeit antreten. 2016 wurde er mit Ōita Meister der dritten Liga und stieg direkt wieder in die zweite Liga auf. Die Saison 2018 schloss der Verein als Vizemeister ab und stieg somit in die erste Liga auf. Am Saisonende 2021 belegte er mit Ōita den achtzehnten Tabellenplatz und musste wieder in zweite Liga absteigen.

## Erfolge
Ōita Trinita
- Japanischer Drittligameister: 2016  ▲
- Japanischer Zweitligavizemeister: 2018  ▲